# Heidi Støre
Heidi Elin Støre (ur. 4 lipca 1963 w Sarpsborgu) – norweska piłkarka, grająca na pozycji pomocnika, wielokrotna reprezentantka Norwegii.

## Kariera piłkarska

### Kariera klubowa
W 1979 roku rozpoczęła karierę klubową w Sprint-Jeløy. Potem występowała w klubach IK Trollhättan i Kolbotn IL. Pod koniec 1995 roku wraz z czterema innymi Norweżkami dołączyła do klubu piłkarskiego Nikko Securities Dream Ladies w Japonii. Swoją karierę zawodową zakończyła w drużynie Athene Moss.

### Kariera reprezentacyjna
10 lipca 1980 roku po raz pierwszy zagrała w seniorskiej kadrze narodowej w przegranym 0:4 spotkaniu z Danią. Występowała na wielu turniejach finałowych mistrzostw Europy i świata. Łącznie rozegrała w reprezentacji 151 meczów.

## Sukcesy i odznaczenia

### Sukcesy klubowe
Sprint-Jeløy
- mistrz Norwegii: 1984
- finalista Pucharu Norwegii: 1979, 1982, 1983, 1984

Nikko Securities Dream Ladies
- mistrz Japonii: 1996
- zdobywca Pucharu Japonii: 1996

### Sukcesy reprezentacyjne
- mistrz świata: 1995
- wicemistrz świata: 1991
- brązowy medalista Letnich Igrzysk Olimpijskich: 1996

### Sukcesy indywidualne
- nominowana do nagrody Kniksen's honour award: 1993 (w składzie Norwegii)